# Lavinia exilicauda
Lavinia exilicauda is een straalvinnige vissensoort uit de familie van de eigenlijke karpers (Cyprinidae). De wetenschappelijke naam van de soort is voor het eerst geldig gepubliceerd in 1854 door Spencer Fullerton Baird en Charles Frédéric Girard.
De soort werd aangetroffen in de Sacramento River in Californië.